# Internationaal samenwerkingsverband van schrijversgilden
Internationaal samenwerkingsverband van schrijversgilden, in het Engels International Affiliation of Writers Guilds, (IAWG), is een internationale koepelorganisatie van 9 gilden en twee geassocieerde leden die de belangen van scenarioschrijvers in 9 landen behartigt.

## Aangesloten gilden
- Australian Writers' Guild
- Irish Playwrights and Screenwriters' Guild
- New Zealand Writers Guild
- Société des Auteurs de Radio, Télévision et Cinéma (Quebec)
- Writers Guild of America, East
- Writers Guild of America, West
- Writers Guild of Canada
- Writers' Guild of Great Britain

### Geassocieerde partners
- Sección de Autorres y Adaptadores de Cine (Mexico)
- Union-Guilde des Scénaristes (Frankrijk)